# Збирро

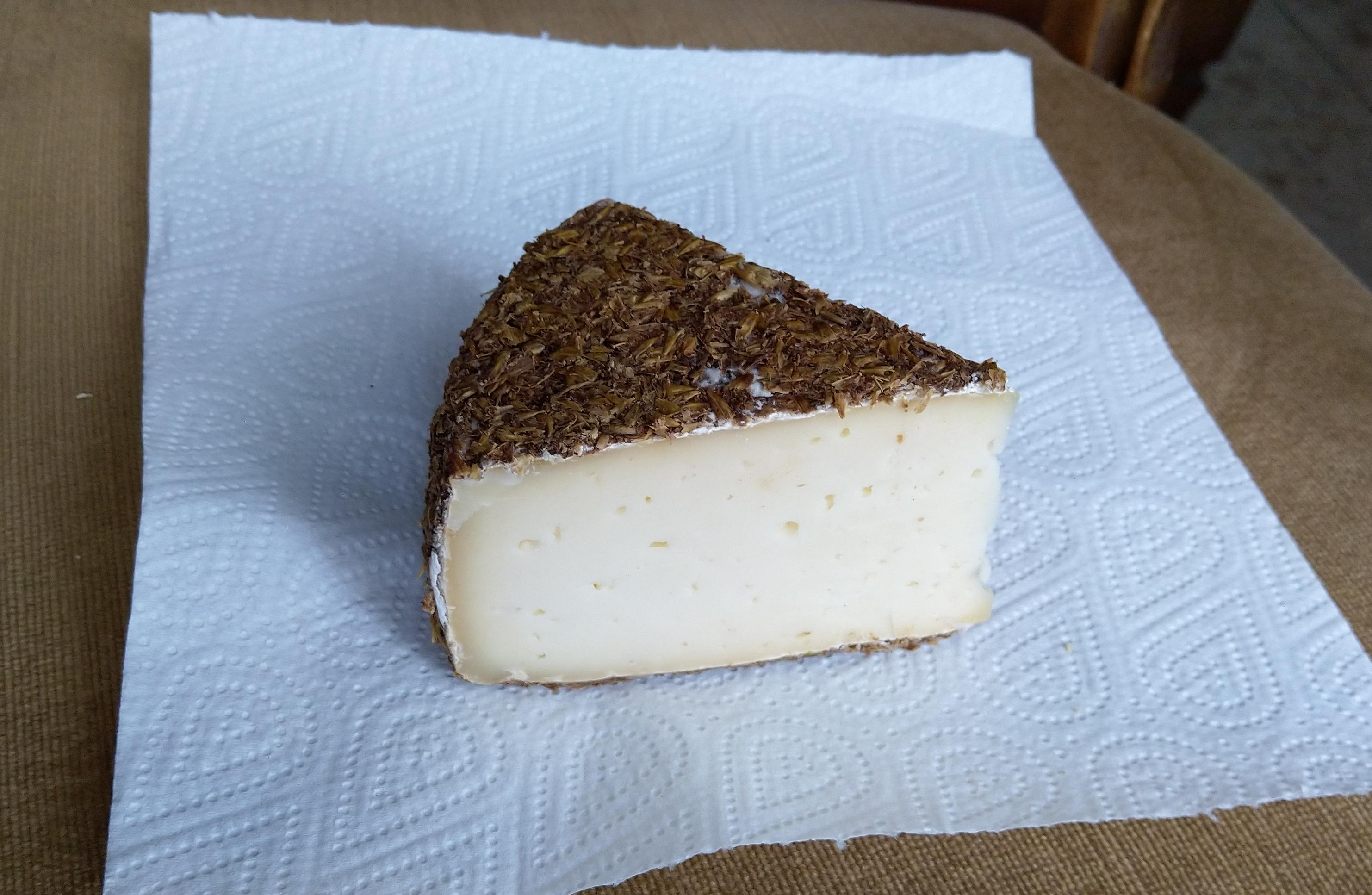
Збирро

Збирро (итал. Sbirro) — итальянский полутвердый сыр из коровьего молока, производимый в регионе Пьемонт. Сыр имеет несколько провокационное название, потому что словом «sbirro» в Италии на жаргоне пренебрежительно называют полицейских. 

## История
Сыр был создан благодаря сотрудничеству пивной компании Birra Menabrea di Biella и компании по производству сыров Botalla Formaggi из города Бьелла.

## Технология производства
Молоко собирают с коров, которые пасутся на пастбищах, прилегающих к ферме. Породы, производящие молоко — Bruna Alpina и Pezzata Rossa. После формирования голов сыра к ним добавляется пиво Menabrea, а также солод, который ранее использовался для производства пива, его кладут на корочку сыра. Это придает сыру уникальный вкус и аромат во время созревания. Созревание происходит в природных погребах минимум 3 месяца.

## Характеристика
Вес голов сыра 1,7 — 1,8 кг. Сыр эластичный, имеет небольшие «дырочки». Цвет бледный, беловато-сероватый или желтоватый. Корочка покрыта ячменной шелухой. Сыр имеет интенсивный и стойкий аромат с нотками дрожжей, нежный вкус, привкус горького хмеля.

## Употребление
Корочка сыра несъедобна. Збирро употребляют как самостоятельное блюдо или как закуску к пиву. Он отлично сочетается с итальянским пивом Lager или Falanghina. Также может добавляться в блюда, такие как пицца и ризото.